# マリンエレクトロニクス
マリンエレクトロニクス（英語：Marine electronics）とは、船舶やヨットなど海洋環境で使用するために設計分類された電子機器。少量の海水でも電子機器が破壊されるため、耐水性、防水性が考慮された製品が主流となっている。日本語では「船舶用電子機器」とも表記される。
船舶用電子機器には、チャートプロッター、船舶用VHF無線機、オートパイロットおよび指針を維持するセルフステア装置、魚群探知機およびソナー、船舶用レーダー、GNSS（GPS）、光ファイバージャイロコンパス（羅針盤）、衛星テレビ、船舶燃料管理装置などが該当する。

## 通信規格
電子機器の通信には米国海洋電子機器協会（NMEA）が定めた通信プロトコルを使用し、NMEA 0183（シリアル通信ネットワーク）と、NMEA 2000（コントローラエリアネットワーク）があり、この他に Lightweight Ethernet（LWE）がある。
2017年、国際電気標準会議（IEC）は、「船舶航行装置のためのデジタル・インターフェース」に関する新しい規格群を作成した。これはIEC 61162として知られ、NMEA 0183、NMEA 2000、LWE全ての規格を含んでいる。
また、船舶用電子機器の各種サプライヤーが、独自の通信プロトコルを採用している。

## 業界
一部のメーカーはタンカー、一般貨物船など、商船向け機器の製造を専業としている。この業界は比較的小規模であり、2015年の業界売上高は32億ドル（約4,222億円）であった。トップメーカーは日本の古野電気となり、これにB&G、ローレンス・エレクトロニクス、シムラッド、C-MAPなど各企業が合併した持ち株会社となるノルウェーのナビコが僅差で続いており、2016年の売り上げ高は3億800万ドル（約406億5千万円）であった。3位に日本無線、4位にプレジャーボート部門に強いガーミン、5位にフィンランドのバルチラとなる。また、これにテレダイン・レクロイの子会社となるレイマリン、レイセオン・テクノロジーズ、ノースロップ・グラマンのマリンエレクトロニクス部門であるスペリー・マリーン、東京計器が続き上位8社が形成されている。